# 蕾伊 (歌手)
蕾切尔·阿加莎·基恩（英語：Rachel Agatha Keen，1997年10月24日—），艺名蕾伊（RAYE，/reɪ/ RAY），是一位英国歌手兼词曲作者。她在加入宝丽多唱片后崭露头角，并随后发行了一些舞曲单曲与迷你专辑。她的首张迷你专辑《Euphoric Sad Songs》于2020年11月发行。2021年，她与音乐家乔尔·科里和大卫·库塔合作发行单曲《Bed》。但随后，因据称宝丽多唱片拒绝为她发行首张专辑，她于2021年7月离开了该公司，并受到了媒体关注。
她的首张个人录音室专辑《My 21st Century Blues》于2023年2月3日发行，获得一致好评。代表歌曲有与070 Shake合作的单曲《Escapism.》，该单曲在英国单曲榜上排名第二，成为她首支登上告示牌单曲榜的歌曲。在2024年度全英音乐奖上，她获得了英国年度艺人在内的六项奖项，打破了该奖在单场颁奖典礼上获得最多奖项的艺人纪录。英国广播公司将蕾伊列入2024年度巾帼百名名单。她在第67届格莱美奖上获得包括最佳新人在内的三项提名。
蕾伊的歌词主要关注她本人的挣扎经历与当代社会问题。她的大部分音乐受到了爵士乐的影响，同时也融合了R&B、流行乐与灵魂乐的元素。除了自己的作品外，她还与很多其他音乐家进行了合作创作，包括碧昂斯、查莉·XCX、约翰·传奇等。

## 早年生活
蕾伊于1997年10月24日出生于伦敦图廷，本名蕾切尔·阿加莎·基恩 。母亲是加纳裔瑞士人，是一名心理健康工作者，父亲则是来自约克郡的英国人 。蕾伊有三个妹妹：词曲作家艾比-琳、音乐家劳伦，以及凯特琳。 儿时的蕾伊经常去教堂，她的母亲在教堂唱诗班，而父亲则是音乐总监。她和家人后来搬到了南伦敦的克罗伊登，她在那里长大并就读于伍德科特高中。
在音乐的熏陶下，蕾伊在八岁时首次表现出成为唱片艺术家的兴趣 。在父亲教她钢琴之后，她在六年级时为音乐会创作了第一首歌曲，并在萨瑟克座堂演出 。14岁时，她被选中进入伦敦表演艺术与技术学校，并在那里学习了两年，但后来因感觉“受到局限”而辍学 。她青少年时期大部分的周末时间都用在录音室里，学习如何专业地创作歌曲。

## 音乐生涯

### 2014–2018：生涯早期与突破
2014年11月，17岁的蕾伊作为独立音乐人完成了她的首张迷你专辑《Welcome to the Winter》，并上传至 SoundCloud 。她创作、录制并合作制作了其中的七首曲目。 当时担任英国电子流行乐队“年年”（Years & Years）主唱的奥利·亚历山大通过Hype Machine发现了EP中的单曲《Hotbox》，并将其推荐给其签约厂牌——宝丽多唱片公司（Polydor Records） ，随后蕾伊与他们签订了合同 。2015年，她与Avelino合作发行了单曲《Alien》，并翻唱了年年乐队的歌曲《Shine》。后来她为该乐队在谢菲尔德布什帝国剧场的演出作了暖场。
蕾伊的第二张EP《Second》在2016年8月由宝丽多唱片公司发行。 她与歌手诺妮·鲍和查莉·XCX合作创作了单曲《I, U, Us》，同时查莉·XCX还执导了这首单曲的MV。同年，她还参与了乔纳斯·布鲁的单曲《By Your Side》和贾克斯·琼斯的单曲《You Don't Know Me》, 这两首歌在英国单曲榜上分别排名第15名和第3名。《By Your Side》 也成为了她首支打入该榜单的歌曲。几个月后，她担任了歌手杰斯·格莱茵的巡回演唱会开场嘉宾。
蕾伊于2017年2月在伦敦XOYO俱乐部演出，并获得了公众的积极评价。伦敦的乐评媒体The Line of Best Fit评价她为“一位值得关注的流行乐明星”。她参与制作了查莉·XCX的单曲《余兴派对之后》，并与歌手 瑞塔·奥拉和说唱歌手 斯黛夫隆·唐恩 一同参与了该曲的VIP混音版。同月，她参演了Stormzy的单曲《Big For Your Boots》的MV，并参与了查莉·XCX的合作项目《第1名天使》（2017）中的单曲《梦想家》。蕾伊的单曲《The Line》和《Decline》 也在2017年发行，后者由歌手Mr Eazi参与合作。 蕾伊与歌手梅布尔和唐恩的合作单曲《Cigarette》，以及她的第三张EP《Side Tape》，于2018年相继发布。与此同时，她还为女子组合Little Mix和歌手约翰·传奇创作了歌曲。6月，蕾伊在伦敦参与了由首都电台主办的夏日舞会的演出。2018年下半年，她发行了一首献给朋友的独立单曲，并在Ora和创作歌手海尔希各自的巡回演出上为她们助兴。年底，蕾伊开始了她的首次领衔巡演。

### 2019–2021：Euphoric Sad Songs时期与离开宝丽多唱片
2019年，蕾伊参与了Odunsi the Engine的歌曲《Tipsy》与大卫·库塔的歌曲《Stay (Don't Go Away)》，这两首歌分别在3月和5月发行。后者于2019年7月13日成为她第一首登顶公告牌美国舞曲/混音秀的歌曲。她为歌手哈立德的Free Spirit World Tour做了助阵演出。她还与碧昂斯共同创作了歌曲《Bigger》，并被收录于2019年7月发行的专辑《The Lion King: The Gift》中。BBC新闻当时评价道：“这可以说是她作曲的最高荣誉”。同年8月至11间，蕾伊发行了单曲《Love Me Again》以及与库塔和制作人Morten合作的歌曲《Make It to Heaven》。
2020年初，蕾伊发行了与贾克斯·琼斯和DJ马丁·索尔维格合作的单曲《Tequila》，以及与DJ Regard合作的单曲《Secrets》，后者在英国最高排行第6，并获得了英国唱片业协会的白金认证。7月，她发行了新EP《Euphoric Sad Songs》的先行曲《Natalie Don't》，而完整EP则在11月发行。该EP收录了之前发行的一些歌曲、单曲《Love of Your Life》以及与Rudimental合作的单曲《Regardless》。该EP的主题聚焦于悲伤心境的变化之旅。 来自英国卫报的批评家瑞秋·阿罗埃斯蒂给予了这张EP褒贬兼陈的评价，认为它名副其实，但是缺乏个性。
2021年2月，蕾伊、DJ乔尔·科里和库塔合作发行了单曲《Bed》。 这首歌在英国单曲榜上最高排名第3，成为了当时蕾伊作为主唱在该榜单上排名最高的单曲。此外，这首歌还荣登公告牌美国舞曲/混音秀榜榜首 。她与梅布尔合作，两人共同创作制作了单曲 《Let Them Know》 。2021年6月,蕾伊发行了为她姐姐创作的歌曲《Call On Me》，并打算作为她首张录音室专辑的主打单曲。当月晚些时候，蕾伊透露道宝丽多唱片已经将她的首专发行推迟好几年了。这一声明得到了查莉·XCX、MNEK、泽山璃奈等艺人的支持。在这之后，她暂时停止了活动，随后宣布与宝丽多唱片分道扬镳，成为一名独立艺术家。蕾伊在英国和爱尔兰的Euphoric Sad Show领衔巡演中结束了这一年。

### 2022–现今：My 21st Century Blues时期与国际认可

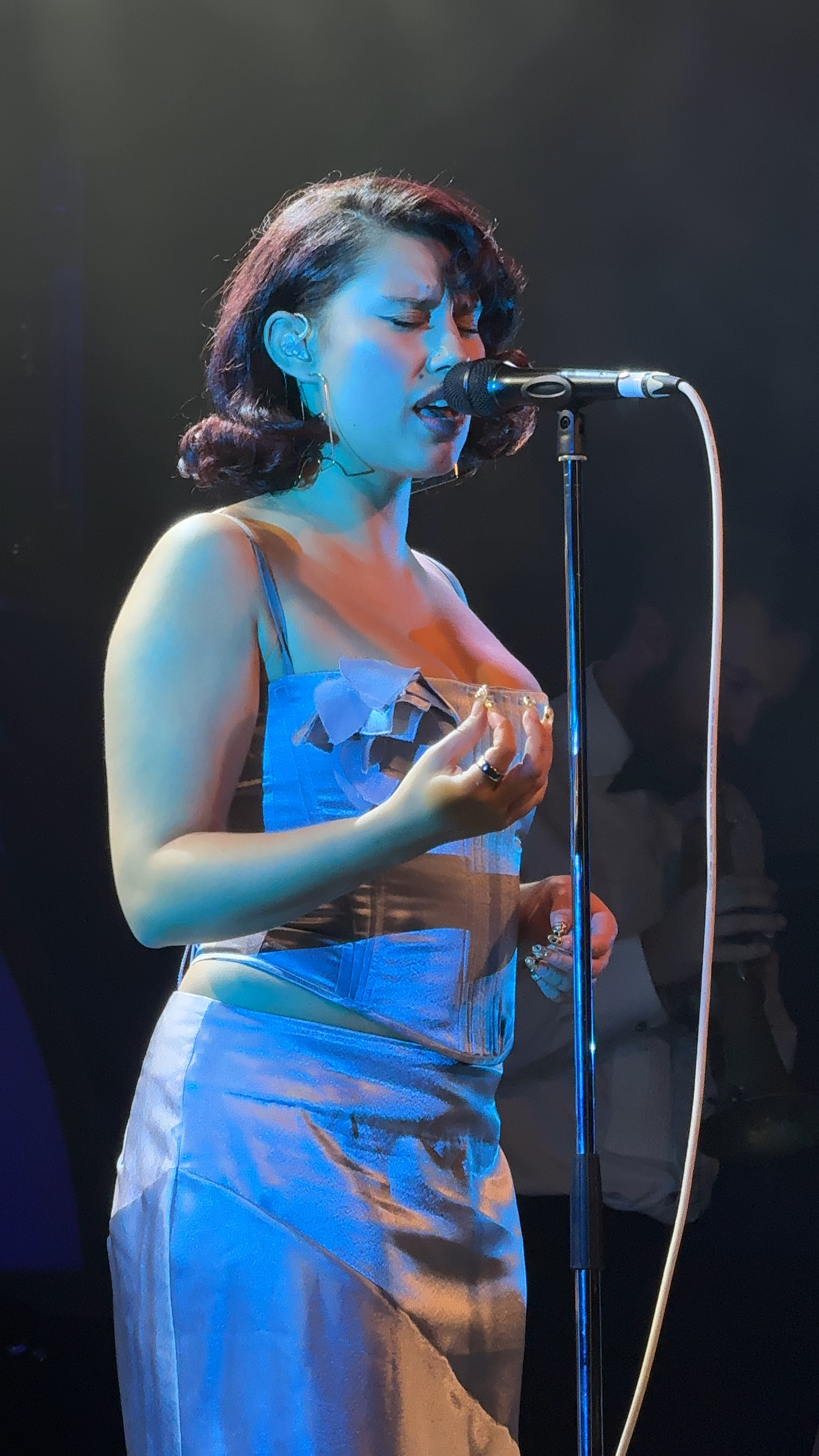
2023年在第一大道俱乐部演出的蕾伊

2022年中，蕾伊与发行公司Human Re Sources签约，并开始自己掌握母带版权。6月30日，她发行了离开宝丽多后的首支独立单曲《Hard Out Here》, 以及一支描述了一位艺术家早期生涯的MV。第二支单曲《Black Mascara》于8月发行。随后的10月，她发行了双单曲：与说唱歌手070 Shake合作的《Escapism》，以及《The Thrill is Gone》。这些单曲都是蕾伊首张录音室专辑《My 21st Century Blues》的一部分，其完整版于2023年2月发行。这张专辑在英国专辑榜上最高排名第2，并获得了乐评家的一致好评。为了宣传新专辑，蕾伊开启了The Story So Far迷你巡演，这也是她在欧洲大陆和北美的首次领衔巡演。随后，她于2023年2月至2024年2月间进行了My 21st Century Blues巡演。在发行三个月后，《Escapism》在社交媒体上走红，成为了她在英国的第一支冠军单曲 ，也使她首次登上美国公告牌百强单曲榜。到2023年末，《My 21st Century Blues》已在英国售出超6万张。公告牌的凯尔·丹尼斯称，她获得的“不仅是一个成功的专辑时代，更赢得了忠实的粉丝群体和稳固的事业基础”。
2023年，蕾伊为刘易斯·卡帕尔迪在欧洲的的Broken by Desire to Be Heavenly Sent 巡演、 卡莉·乌奇斯在北美的Red Moon in Venus巡演和诗莎在欧洲的SOS巡演作了客串演出。在美国的电视节目，例如《吉米·坎摩尔直播秀》和《斯蒂芬·科拜尔晚间秀》上，蕾伊演唱了《My 21st Century Blues》中的歌曲。她还在2023年的格拉斯顿伯里音乐节上作了表演。她与Cassö和D-Block Europe合作的单曲《Prada》，在英国单曲榜上排名第2，并且登顶英国舞曲单曲榜长达31周 ，随后获得了英国唱片业协会的双白金认证。2023年8月，蕾伊发行了《My 21st Century Symphony(皇家阿尔伯特音乐厅现场)》，该专辑是与传承管弦乐队和火焰合唱团(Flame Collective)合作，在皇家阿尔伯特音乐厅现场演绎的录音。

## 作品
- 《Euphoric Sad Songs（英语：Euphoric Sad Songs）》（2020）
- 《My 21st Century Blues（英语：My 21st Century Blues）》（2023）